# Římskokatolická farnost Klokočov
Římskokatolická farnost Klokočov je územní společenství římských katolíků s farním kostelem svatého Ondřeje v Klokočově.

## Kostely a kaple na území farnosti
- Kostel svatého Ondřeje v Klokočově
- Kaple svatého Antonína Paduánského v Klokočůvku